# Politica Portugaliei
În anii ce au urmat loviturii de stat, Portugalia a îndepărtat progresiv instituțiile nedemocratice și s-a stabilizat ca o democrație constituțională. Cele patru mari organe politice portugheze sunt președinția, primul ministru și Consiliul de Miniștri (guvernul), Parlamentul și puterea judiciară. 
Președintele, ales pentru un mandat de 5 ani, în mod direct, prin vot direct, de asemenea comandant șef al forțelor armatei. Puterile prezidențiale includ alegerea primului ministru și a Consiliului de Miniștri, în care președintele trebuie să fie ghidat de rezultatele alegerilor. Consiliul de Stat, un organ prezidențial de supraveghere, este compus din șase ofițeri civili seniori, orice fost președinte ales începând cu 1976, cinci membri aleși de către Ansamblu, și cinci aleși de către președinte.
Guvernul este condus de către un prim ministru, care numește Consiliul de Miniștri.
Ansamblul Republicii (Assembleia da República) este un organ  unicameral compus din 230 de deputați. Aleși prin vot universal conform sistemului de reprezentare proporțională, deputații servesc un mandat de patru ani, cu excepția cazului în care președintele dizolvă Ansamblul și cere noi alegeri.
Curtea Supremă națională este curtea ultimului apel. Curți militare, administrative și fiscale sunt desemnate ca categorii de curți diferite. Un Tribunal Constituțional format din nouă membri verifică constituționalitatea legislației. 

## Alegerile electorale
Portughezii aleg la nivel național președintele, Parlamentul și Adunarea Republicii. Președintele este ales pentru un termen de 5 ani de către popor în timp ce membrii Parlamentului, în număr de 230, sunt aleși pentru o perioadă de 4 ani de către reprezentanții alegătorilor din districte. De asemeni, la nivel național, sunt aleși 24 de membri ai Parlamentului European.
Regiunile autonome Azore și Madeira își aleg propriul guvern regional pentru un termen de 4 ani, de obicei în aceeași zi. Primele alegeri regionale au fost susținute în 1976.
În cadrul alegerilor locale, 308 Camere Municipale și Adunări Comunale, și peste 4000 de adunări parohiale sunt alese pentru un termen de 4 ani, în alegeri separate, care de obicei se întâmplă în aceeași zi.